# 112320 Danielegardiol
112320 Danielegardiol este o planetă minoră (asteroid) din centura de asteroizi. A fost descoperită pe 19 iunie 2002 la  de  și a fost numită după Daniele Gardiol⁠(d). 
Obiectul prezintă o orbită caracterizată de o semiaxă mare de 2,6591739903559 UAi, o excentricitate de 0,15888676986226, o înclinație de 17,449562000302 ° în raport cu ecliptica.